# Institut européen de journalisme
L’Institut européen de journalisme (IEJ), anciennement Faculté libre des sciences de la communication et Institut des techniques avancées de l'information et des médias, est un établissement d'enseignement supérieur privé français spécialisé dans l'enseignement du journalisme, créé en 1983. Ses établissements se situent à Paris, Marseille, Strasbourg, Rennes et Rouen.
L'Institut propose des formations de type bachelors et des spécialisations en 4e et 5e années, non reconnues par la CPNEJ, en presse radio et télévisée, en journalisme sportif et en presse digitale, et délivre son titre à finalité professionnelle de « Journaliste plurimédia » inscrit au RNCP qu'à l'issue de la 4e année d'études,.

## Histoire
L'Institut européen de journalisme prend son nom définitif en 2008, après plusieurs dénominations successives.

### 1983: Faculté libre des sciences de la communication

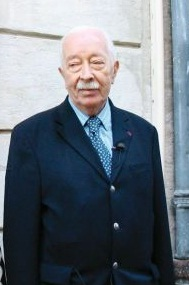
L'établissement a été fondé par le journaliste Philippe Boiry.

En 1983, une association à but non lucratif nommée Faculté libre des sciences de la communication est fondée par Philippe Boiry (1927-2014), ancien militant d'Action française et résistant, qui en prend la direction,. La Faculté est installée à Levallois-Perret.
L'association propose un cadre à trois centres de formation : l'ISERP (Institut supérieur d'enseignement des relations publiques), l'INFOCOM (Institut de formation permanente aux techniques de communication), ainsi que l'ITAIM (Institut des techniques avancées de l'information et des médias, 1985).
En 2002, les activités lucratives de l'association sont cédées à Franck Papazian, diplômé de l'EFAP.
En 2004, l'ITAIM ouvre une formation universitaire délivrant un diplôme d'études supérieures spécialisées (DESS) « Web éditorial », en partenariat avec l'université de Poitiers.

### 2008: l'ITAIM devient l'IEJ

Ancien logo de l'ITAIM jusqu'en 2008.

En 2008, alors que l'Institut supérieur d'enseignement des relations publiques (ISERP) est renommée European Communication School (ECS), l'Institut des techniques avancées de l'information et des médias (ITAIM) devient l'Institut européen de journalisme (IEJ).
Dans les années 2010, l'Institut européen de journalisme, d'abord à Levallois-Perret, puis à Marseille, investissent dans les spécialisations à l'époque « délaissées » par les écoles reconnues par la Commission paritaire nationale de l'emploi des journalistes (CPNEJ), dont notamment le journalisme sportif, selon l'enseignant-chercheur en sciences politiques Ivan Chupin.
En janvier 2010, l'ancien président de l'Olympique de Marseille Pape Diouf et l'animateur de télévision Jean-Pierre Foucault, réunis par Franck Papazian lancent l'Institut européen de journalisme de Marseille,,. En 2012, l'IEJ lance une formation dédiée aux « médias féminins », en partenariat avec le site Aufeminin du groupe TF1. Cette initiative est ensuite portée par des journalistes du média 100 % social media Fraîches.
En 2011, l'Institut européen de journalisme de Paris s'installe dans le 16e arrondissement de Paris.
En 2024, la direction de l'Institut européen de journalisme est confiée à Hubert Allin, ancien journaliste à RTL, RMC et iTélé.

## Coût de la formation
Le bachelor de l'école coûte 22 800 € (22 800 €2024) pour les étudiants en formation initiale (soit 7 600 € (7 600 €2024) par an) et 21 900 € (21 900 €2024) pour les étudiants étrangers. Les années supplémentaires, dites de spécialisation, coûtent 8 200 € (8 200 €2024) par an en formation initiale, 9 000 € (9 000 €2024) en formation alternée (à la charge de l'entreprise) et 8 000 € (8 000 €2024) pour les étudiants étrangers.

## Implantations
L'Institut européen de journalisme, au-delà de son site principal à Paris au sein des locaux du groupe MediaSchool, dispose d'implantations dans plusieurs grandes villes françaises. Inauguré en 2010, le site de Marseille s’inscrit dans un tissu local médiatique dynamique[passage promotionnel]; les sites régionaux de Rennes, Strasbourg et Rouen proposent quant à eux une offre pédagogique alignée sur le modèle parisien, avec des adaptations aux spécificités locales et aux partenariats territoriaux,,.
Chaque campus dispose de plateaux techniques (studios TV, web-radios, salles de montage) destinés à simuler les conditions réelles de production journalistique.

## Positionnement dans le secteur
Le positionnement de l'IEJ repose sur une logique de formation professionnalisante dans le secteur privé, en marge des filières reconnues par la profession comme le CFJ, l'ESJ Lille, l'IPJ…[source insuffisante][passage promotionnel].
L’établissement s’adresse principalement à des étudiants cherchant à intégrer rapidement des rédactions par la voie de l’alternance, des stages ou des projets de terrain. Il s’inscrit ainsi dans un segment concurrentiel, au croisement de l’enseignement supérieur privé et de l’initiation pratique au journalisme[source insuffisante].

## Personnalités liées à l'école

### Intervenants ou anciens intervenants à l'IEJ et l'ITAIM
- Bruce Toussaint, journaliste de télévision et de radio
- Charlotte Savreux, journaliste
- Nelson Monfort, journaliste sportif
- Arnaud Romera, journaliste sportif
- Yaël Hirsch, essayiste et enseignante à l'Institut d'études politiques de Paris

### Anciens élèves de l'IEJ et de l'ITAIM
- Hélène Mannarino, journaliste et animatrice de télévision[30]
- Mohamed Bouhafsi, journaliste sportif France Télévisions[31]
- Laurence de Charette, journaliste, éditorialiste et écrivaine française, directrice adjointe de la rédaction du Figaro[32]